# De heer van Rodensteyn
De heer van Rodensteyn is het tweede stripalbum uit de reeks Johan en Pirrewiet. Het is een whodunit waarin Johan voor de eerste keer als een echte, onafhankelijke ridder optreedt. Het verhaal verscheen voor het eerst in 1953 en 1954 in de nummers 804 tot en met 831 van weekblad Spirou. Het album volgde in 1954.
Net als in het eerste album speelt Pirrewiet in dit album nog niet mee.

## Verhaal
Hugo, de oudste zoon van baron Rodensteyn, komt na 3 jaar rondreizen terug in zijn land. In een herberg komt hij te weten dat zijn vader is verdwenen en dat het gebied sindsdien wordt geregeerd door Hugo's jongere broer, Bertram. Bertram heeft echter hoge cijnzen opgelegd waardoor de bevolking in armoede leeft. Hugo besluit zijn taak als waarnemend heerser op te nemen, maar gaat eerst slapen. Hij wordt echter gewekt door enkele gemaskerde bandieten, die hem willen vermoorden. Met de hulp van Johan, die net ook in de herberg aankomt, jaagt Hugo de aanvallers op de vlucht.
Johan en Hugo gaan wat later naar het slot van Rodensteyn. Bertram, oom Adelbert en neef Diederik komen Hugo verwelkomen. 's Avonds wordt Hugo vergiftigd tijdens het eten. Johan wordt ingelicht en betrapt Otto, die Hugo nogmaals probeert te vergiftigen. Hij weet te ontsnappen en stuurt het hele slot achter Johan aan. Die neemt de zieke Hugo op de schouders en vlucht. Hij roept de hulp in van Tanneke, een heks. Zij geneest Hugo.
Johan en Hugo denken na wie Hugo zou willen vermoorden. Zijn drie familieleden zijn de enigen die daar belang bij hebben, maar ze hebben elk hun redenen om de dader te kunnen zijn. Johan besluit met een list uit te zoeken wie schuldig is. Bertram komt zijn broer helpen als die het valse bericht krijgt dat Hugo in gevaar is, dus valt al af. Bertram, Johan en Hugo smeden een nieuw complot: Bertram moet op het slot vertellen dat Hugo dood is. Dan zou Bertram de nieuwe leider worden en zullen ze ook hem proberen te vermoorden. Zo hopen ze de dader uit zijn tent te lokken.
Bertram wordt inderdaad overvallen, maar wordt gered. Een van de aanvallers leidt Johan, Hugo en Bertram naar hun schuilhol waar ze Otto aantreffen. De 3 volgen hem en vinden uiteindelijk de leider: oom Adelbert. Hij vlucht naar een toren verderop, waar ook baron Rodensteyn gevangen zit. Samen zijn ze de schurk en zijn handlangers te snel af. De kerker zit snel stampvol. Tijd voor Johan om huiswaarts te trekken.